# Star Trek: Deep Space Nine (1. évad)
A következőkben a Star Trek: Deep Space Nine televíziós filmsorozat első évadának epizódlistája olvasható. 
|  | Alább a cselekmény részletei következnek! |

## Első évad
| No.       | Cím | Eredeti cím                  |
| --------- | --- | ---------------------------- |
| 01. - 02. | A kiválasztott, I.-II. rész | Emissary, Part I-II          |
| 01. - 02. | A kardassziaiak Bajorról történt visszavonulása után a bolygó körül keringő egykori bányászállomás (Terok Nor, avagy Deep Space Nine) a Föderáció felügyelete alá kerül. Jöttüknek nem egyértelműen örül a bolygó lakossága, ám a bajoriak ősi vallásának papjai, a vedekek úgy vélik, az állomás Föderációs személyzetének élére kinevezett fiatal tiszt a régi jóslatokban szereplő Kiválasztott, akire Bajor népe már hosszú ideje vár. Az új parancsnok, Benjamin Sisko azonban cseppet sem örül mindezen fejleményeknek, még azután sem, hogy alárendeltjei segítségével sikeresen megtalálja azt, amit a bajori legendák a Próféták lakhelyének, az Égi Templomnak neveznek, és ami valójában egy, a galaxis távoli szegletébe vezető stabil féreglyuknak bizonyul.                                                            |                              |
| -         | |                              |
| 03.       | Fejezet a múltból | Past Prologue                |
| 03.       | Egy hajdani bajori szabadságharcos-terrorista kér menedéket az állomáson. Sisko nincs meggyőződve a férfi szavahihetőségéről, ám Kira szerint, aki személyesen ismeri az illetőt, megbízható. Azonban hamarosan kiderül, mégpedig az egyetlen, az állomáson maradt kardassziainak – Garaknak, és doktor Bashirnek köszönhetően, hogy aki egyszer terrorista volt, az örökre az is marad. |                              |
| 04.       | Más mint a többi | A Man Alone                  |
| 04.       | Odot, az Állomás biztonsági főnökét gyilkossággal vádolják, miután egy bajori csempészt – akit az ő közreműködésével börtönöztek be még évekkel ezelőtt – alig valamivel az állomásra érkezése után holtan találnak. A gyilkosság különös körülményei azonban felkeltik doktor Bashir érdeklődését, aki hamarosan kideríti, hogy az áldozat csak egy klón volt, és az eredetije nyilvánvalóan elégedetten titokban figyeli valahol, ahogy a közhangulat egyre inkább Odo ellen fordul. |                              |
| 05.       | Bábel | Babel                        |
| 05.       | Egy, még a kardassziai megszállás alatt az állomásra juttatott eszköz véletlenül aktiválódik, és egy veszélyes, afáziát kiváltó vírust juttat az állomás élelmiszer-replikátoraiba. A vírus hamarosan ledönti lábáról a teljes személyzetet, Kira, Odo és Quark kivételével, akik az egyre fogyó idővel versenyt futva igyekszenek megtalálni a vírus egykori készítőjét, és megmenteni az állomást. |                              |
| 06.       | Fogolyhajsza | Captive Pursuit              |
| 06.       | Végre megérkezik az állomásra az első hajó a féreglyuk túloldaláról, a Gamma Kvadránsból, fedélzetén egy titokzatos, szemmel láthatóan valaki vagy valami elől menekülő lénnyel. O'Brien, miközben segít neki megjavítani az állítólag az átkelés során megsérült hajóját, összebarátkozik vele, így nem csoda, hogy Sisko parancsa ellenére igyekszik megmenteni, mikor megérkeznek üldözői, akik, mint kiderül, csupán sportból vadásznak a lényre. |                              |
| 07.       | A Q-lcs figura | Q-Less                       |
| 07.       | O'Brien régi ismerőst pillant meg egy, a Gamma Kvadránsból visszatért űrkomp fedélzetén: a Q kontinuum népéből való Vasht, aki annak idején Q társaságában indult útnak felderíteni a galaxist. Hamarosan kiderül, hogy maga Q sincs messze, és mint ahogy az lenni szokott, ahol ő felbukkan, ott hamarosan megszaporodnak a problémák. Ám egyre több jel utal arra, hogy nem csak Q felelős értük. |                              |
| 08.       | Dax | Dax                          |
| 08.       | Dax hadnagyot megpróbálják elrabolni az állomásról, és ami első pillantásra csak egy jól szervezett emberrablásnak tűnik, hamarosan jogi-politikai problémává terebélyesedik, Daxot, a szimbiótát ugyanis egy korábbi hordozójában elkövetett bűntettért akarják felelősségre vonni. A vádemelő nem veszi figyelembe Dax 'megváltozott állapotát', Jadzia Dax makacsul hallgat, semmit sem hajlandó tenni saját védelme érdekében, így Sisko parancsnokra marad a feladat, hogy kiderítse, helytállóak-e a Daxot ért vádak, és azok alapján elítélhető-e a trill jelenlegi létezési formájában. |                              |
| 09.       | A potyautas | The Passenger                |
| 09.       | A Gamma Kvadránsból visszatérő Bashir és Kira megmentik egy bajbajutott hajó legénységét, illetve az egyetlen túlélőt. Ő azonban határozottan állítja, hogy a hajó három utasa közül még valaki, egy elítélt bűnöző is életben maradt, holott Bashir egyértelműen megállapította nála a halál beálltát. Mikor azonban egy értékes szállítmány érkezik a Gamma Kvadránsból az állomásra, egyszerre úgy tűnik, a bűnöző, bár teste halott, bizonyos formában valóban életben van, és talán semmi sem állíthatja meg abban, hogy megszerezze kiszemelt zsákmányát. |                              |
| 10.       | Érj célba! | Move Along Home              |
| 10.       | A vadiak, egy Gamma Kvadránsbeli faj hivatalos küldöttsége érkezik az állomásra. Sisko parancsnok előírásos fogadást szervez nekik, a különös társaságot azonban csak a ferengi kocsmáros, Quark bárja, még pontosabban az ottani játékok érdeklik. A ferengi persze megpróbálja alaposan megkopasztani őket, ám a vadiak rájönnek, hogy csalás van a dologban, és a saját játékukra hívják ki Quarkot. Az eleinte örömmel veti bele magát a dologba, de mikor kiderül, hogy az állomás négy főtisztje a játék kezdetével egy időben eltűnt, Quark pedig pontosan négy bábut irányít a veszélyekkel teli játéktéren, hirtelen megváltozik a felállás. |                              |
| 11.       | A Nagus | The Nagus                    |
| 11.       | A jelek szerint Quark csillaga emelkedőben van, ugyanis az állomásra látogató Nagy Nagus, a ferengi társadalom első embere, hirtelen bekövetkező halála előtt rá hagyományozza címét, és mindent, ami ezzel jár. Hogy milyen súlyos terhet is örökölt Quark, arra csak akkor kezd rájönni, mikor hirtelen egyszerre mintha mindenki az ő életére akarna törni. |                              |
| 12.       | Örvény | Vortex                       |
| 12.       | Egy, a Gamma Kvadránsból az állomásra vetődött hajótörött gyilkossági ügybe keveredik. Sisko úgy dönt, ha sikerül megállapítaniuk, honnan érkezett, kiadják szülőbolygójának, mert valószínűnek tűnik, hogy ott is keresett bűnöző. Az idegen azonban nem csak ezzel hívja fel magára Odo figyelmét, hanem azzal is, hogy egy különleges nyaklánc van a birtokában, amiben mintha egy miniatűr alakváltó lény rejtőzne. A bűnöző hazakísérésére Odot jelölik ki, akinek dolgát a férfi azon állításai, melyek szerint tudja, hol élnek Odohoz hasonló lények, valamint a gyilkosság áldozatának bosszúszomjas ikertestvére nehezíti. |                              |
| 13.       | Harcállások | Battle Lines                 |
| 13.       | Sisko felajánlja az állomásra látogató Kai Opakának, a bajori vallás főpapjának, hogy tesznek egy rövid kirándulást a Gamma Kvadránsban. Kevéssel azután, hogy megérkeznek, jeleket észlelnek egy ismeretlen naprendszerből, és mikor megpróbálják kideríteni eredetüket, egy idegen védelmi rendszer támadja meg, és kényszeríti földre az űrkompjukat. A kényszerleszállás során a Kai meghal, a túlélők pedig két, egymással régóta háborúban álló csoport között találják magukat, akiket különös 'átok' sújt: minden gyilkos csata után 'feltámadnak', hogy újra meg újra megvívják értelmetlen háborújukat. |                              |
| 14.       | A mesélő | The Storyteller              |
| 14.       | O'Briennek egy orvosi eset miatt egy bajori kis faluba kell kísérne Bashir doktort. O'Brien, aki egyébként sem szívesen vállalkozott az útra, egyszer csak maga sem tudja hogyan, megmenti a falut egy különös energialénytől, ami után a falubeliek arra kérik, maradjon velük, és védelmezze tovább a falut. Sisko két szemben álló bajori érdekcsoportosulás határvitájában igyekszik közvetíteni, de úgy érzi, hiába minden igyekezete, nem fogja tudni megoldani az előtte álló feladatot, ám végül váratlan segítséget kap – fiától, és annak legjobb barátjától, a ferengi Nogtól. |                              |
| 15.       | A haladás ára | Progress                     |
| 15.       | A Bajor energiahelyzetének javítására az egyik holdján különleges erőműtelepet készülnek beindítani, a munkálatokban az állomás személyzete is segédkezik. Az eredetileg lakható hold veszélyessé válik az építmény beüzemelése után, ezért el kell költözniük az ott lakóknak, amire a legtöbben hajlandók is. Kira azonban találkozik egy öreg bajorival, aki mivel egész életét ott élte le, nem hajlandó elhagyni otthonát. Az őrnagynak ez komoly dilemmát jelent: kitelepíttesse-e erőszakkal a hold utolsó lakóját, vagy gördítsen akadályt saját bolygója fejlődésének útjába egyetlen rokonszenves öregemberért? |                              |
| 16.       | Vigyázz mit kívánsz! | If Wishes Were Horses        |
| 16.       | Az állomáson általános zűrzavar uralkodik el, mikor egyszer csak megmagyarázhatatlan módon teljesülni kezdenek a személyzet kívánságai, életre kelnek a legtitkosabb vágyak. Hamarosan még rosszabb lesz a helyzet, ugyanis egy szubtéri hasadék alakul ki az állomástól nem messze, és fenyegeti elnyeléssel előbb csak az állomást, majd az egész naprendszert. Vagy lehet, hogy az is csak egy valósággá vált rémálom volna? |                              |
| 17.       | Magányos vándor | The Forsaken                 |
| 17.       | Az állomásra, útban a Gamma Kvadráns felé, egy négytagú nagykövet küldöttség érkezik. Sisko hármat közülük az ettől fölöttébb boldogtalanná váló doktor Bashir gondjaira bíz, a negyedik azonban, mint szokása, inkább a maga útját járja. Lwaxana Troi, mert róla van szó, az első találkozás után beleszeret Odoba (a derék, de meglehetősen zárkózott rendőrfőnok legnagyobb rémületére), és hamarosan alkalmuk nyílik hosszabb időre kettesben maradni, mikor egy, a Gamma Kvadránsból érkezett idegen szondából származó program megbénítja az állomás rendszereit, és Odo Troival együtt egy liftben reked. |                              |
| 18.       | Szerepek | Dramatis Personae            |
| 18.       | Egy, a Gamma Kvadránsból idő előtt visszatérő klingon hajó alig valamivel a féreglyukból való kilépése után felrobban, az egyetlen átsugárzott túlélő pedig nincs elég ideig életben ahhoz, hogy bármit is mondhasson. Valamivel később Odon különös rosszullét vesz erőt, és miután magához tért, azt kell látnia, hogy az állomás főtisztjei mintha nem teljesen volnának önmaguk, Kira és O'Brien vezetésével két pártra szakadva lázadást, illetve megtorló akciót készítenek elő. Odonak így három választása is adódik: csatlakozhat a két szembenálló oldal valamelyikéhez, vagy igyekezhet kideríteni, mi történt a személyzettel. |                              |
| 19.       | Háborús bűnös | Duet                         |
| 19.       | Egy beteg kardassziai érkezik az állomásra, akiről, mivel betegsége nagyon is jellegzetes, Kira úgy véli, egy bajori kényszermunkatáborban dolgozott a megszállás idején. A kardassziai először tagad, majd beismeri, hogy valóban ott volt az egyik táborban, de jelentéktelen munkát végzett. A további vizsgálatok azonban arra utalnak, hogy valójában ő volt a tábor parancsnoka. Hamarosan megszületik a döntés, hogy a kardassziait Bajorra kell szállítani, hogy feleljen háborús bűneiért, de Bashir doktor végül olyan adatokra bukkan, amelyek teljesen új irányba terelik az eseményeket. |                              |
| 20.       | A próféták kezében | In the Hands of the Prophets |
| 20.       | Vedek Winn, a bajor egyház egyik jelentős személyisége vallási alapon megtámadja Keiko O'Brien iskoláját, azt állítva, hogy az ott elhangzottak káros hatással vannak a bajori gyerekek világfelfogására. Ráadásul Mrs. O'Brien, az iskola vezetője tudós, aki nem kevésbé híve saját világnézetének, és nem hajlandó a vallást a tudomány fölébe helyezni az iskolában. A bajoriak és a Föderációs személyzet egyre inkább eltávolodik egymástól, így Sisko egy másik Vedek, Bareil segítségét kéri, aki főként nyugodt, toleráns hozzáállása miatt ismert, és népszerű. Bareil azonban állítása szerint nem tud segíteni, pedig az állomáson egyre feszültebbé válik a helyzet, olyannyira, hogy Mrs. O'Brien iskolája végül bombamerénylet áldozatává válik. És egyre több jel mutat arra, hogy mindez még csak a jéghegy csúcsa. |                              |